# Драний Володимир Андрійович
Володи́мир Андрі́йович Драний (1990—2022) — молодший сержант Збройних Сил України, учасник російсько-української війни, який загинув під час російського вторгнення в Україну.

## Життєпис
Народився 4 лютого 1990 року. Мешканець м. Катеринополя Черкаської області. 
У 2015 році став на захист України, учасник АТО. 
Під час російського вторгнення в Україну  проходив військову службу на посаді стрільця-помічника гранатометника механізованої роти 72-ї окремої механізованої бригади імені Чорних Запорожців, молодший сержант.
Загинув 15 липня 2022 року від поранень, яких зазнав внаслідок здійснення противником артилерійського обстрілу позицій поблизу міста Бахмут Донецької області.  
Похований у с. Гуляйполі Звенигородського району Черкаської області.  

## Нагороди
- орден «За мужність» III ступеня (2022) (посмертно) — за особисту мужність і самовіддані дії, виявлені у захисті державного суверенітету та територіальної цілісності України, вірність військовій присязі[3].